# Detonador
Un detonador és un dispositiu iniciador usat per explotar bombes, càrregues explosives i altres tipus de material explosiu i dispositius d'explosió. Hi ha tres categories de detonadors segons el temps que tarden a iniciar l'explosió: detonadors elèctrics o no elèctrics instantanis (DEI), detonadors de període curt (DPC) i detonadors de període llarg (DPL). Els detonadors DPC mesuren el temps de retard en mili-segons mentre que els DPL el mesuren en segons. Segons el seu mecanisme d'acció: químics, mecànics o elèctrics, sent aquests dos últims els tipus més freqüents utilitzats avui en dia. En els artefactes explosius militars (AEM), com ara granades de mà o mines navals, els detonadors solen ser mecànics. Al contrari, en l'ús comercial d'explosius, és més comú l'ús de detonadors no elèctrics (Nonell), que han desplaçat als elèctrics per la seva major seguretat.